# Хейнс (Аляска)
Хейнс (англ. Haines) — статистически обособленная местность в американском штате Аляска. По переписи 2000 года там жило 1811 человек, 752 хозяйства, 505 семей. Ранее Хейнс считался городом, однако начиная с 2002 года он лишился муниципального управления и был слит с боро Хейнс. Через местность протекает река Чилкат.